# Владычино (Тульская область)
Владычино, Владычено — упразднённое в 1958 году селение Лаптевского района (ныне Ясногорский район), вошедшее в состав города Лаптево (ныне Ясногорск) в Тульской области России.

## География
Расположено было в пределах северной части Среднерусской возвышенности, к югу от Лаптево.

## История
Указом Президиума Верховного Совета РСФСР от 9 сентября 1958 года селение Владычино включено в черту города Лаптевоо.

## Известные уроженцы, жители
- Викентий Викентьевич Вересаев (1867—1945) — русский советский писатель с 1882 по 1885 год жил в деревне Владычино[3]